# 王炳深
王炳深（1956年4月—），河北东光人，汉族，中华人民共和国政治人物、军事人物。第十二届全国人民代表大会贵州地区代表。

## 生平
毕业于中央党校政治学理论专业。加入中国共产党。曾任武警北京市总队特警支队（十三支队）支队长，武警北京市总队第2师师长，武警北京市总队参谋长等职。2008年11月任武警北京市总队参谋长。2010年9月任武警贵州省总队总队长。2013年1月任武警贵州省总队司令员。
2010年7月晋升为武警少将警衔。